# Kroki (zespół)
Kroki – polski zespół wykonujący muzykę elektroniczną połączoną ze stylistyką soulu i indierocka, z elementami jazzu. Tworzą go: producent Szatt, wokalista Jaq Merner i basista Paweł Stachowiak. Trio jest nominowane dwukrotnie do Fryderyków 2017 (w kategoriach: Fonograficzny Debiut Roku i Album Roku - Elektronika).

## Dyskografia

### Minialbumy
- 2016-10-14: Stairs (Kayax Production & Publishing)

### Single
- 2017-02-27: "Cover Me"
- 2017-02-09: "PS Freedom"
- 2016-10-14: "Eyes"
- 2016-01-24: "Who You Are"